# Stenellipsis pantherina
Stenellipsis pantherina là một loài bọ cánh cứng trong họ Cerambycidae.